# Carsten Joh
Carsten Joh (* 1964) ist ein deutscher Pokerspieler. Er gewann 2009 ein Bracelet bei der World Series of Poker.

## Persönliches
Joh stammt aus Reutlingen. Vor seiner Pokerkarriere spielte er Backgammon.

## Pokerkarriere
Seine erste Geldplatzierung bei einem Live-Turnier erzielte Joh Ende Oktober 2007 in Málaga. Anfang März 2008 belegte er bei den Bregenz Open den zweiten Platz und erhielt dafür mehr als 65.000 Euro. Rund drei Wochen später landete er beim Main Event der Irish Poker Open in Dublin auf dem siebten Platz und kassierte dafür 100.000 Euro. Ende Juni 2009 war Joh erstmals bei der World Series of Poker (WSOP) im Rio All-Suite Hotel and Casino am Las Vegas Strip erfolgreich und gewann als erster Deutscher ein Bracelet in der Variante No Limit Hold’em. Dafür setzte er sich gegen 2780 andere Spieler durch und sicherte sich ein Preisgeld von mehr als 650.000 US-Dollar. Anfang März 2010 kam er beim Main Event der European Poker Tour in Berlin ins Geld und beendete das Turnier auf dem 14. Platz für 30.000 Euro. Bei der WSOP 2011 erreichte Joh zweimal die Geldränge. Seitdem blieben größere Turniererfolge aus. Seine bis dato letzte Geldplatzierung erzielte der Deutsche im Juni 2016 in Marbella.
Insgesamt hat sich Joh mit Poker bei Live-Turnieren über eine Million US-Dollar erspielt.